# 政治的理由で改名された在外公館付近の通りの一覧
この一覧記事では、大使館や領事館といった在外公館を設置している国が、外国政府に政治的なメッセージを送ることを意図して、在外公館に繋がる通りの名称を意図的に変更した状況について列挙する。
こうした名称変更にまつわり、在外公館の公式住所にも新しい通りの名が含まれるように変更される例が多い。

## アルバニア
ティラナの、ロシア大使館及びウクライナ大使館・セルビア大使館・コソボ大使館のある通りが、2022年ロシアのウクライナ侵攻を受けて「ウクライナ解放通り」へと改名された。

## チェコ共和国
2020年2月、駐プラハロシア大使館前の広場が、2015年に暗殺されたロシア政府批判者ボリス・ネムツォフにちなんで「ボリス・ネムツォフ広場」へと改名された。この改名後、大使は官邸の住所を別の入り口を指すものへと変更している。

## イラン
1981年、テヘランのイギリス大使館に隣接するチャーチル通りは、北アイルランドの政治家及びIRA暫定派のメンバーであり、1981年に獄中でハンガーストライキを行い死亡したボビー・サンズを追悼してボビー・サンズ通りに改名された。

## リトアニア

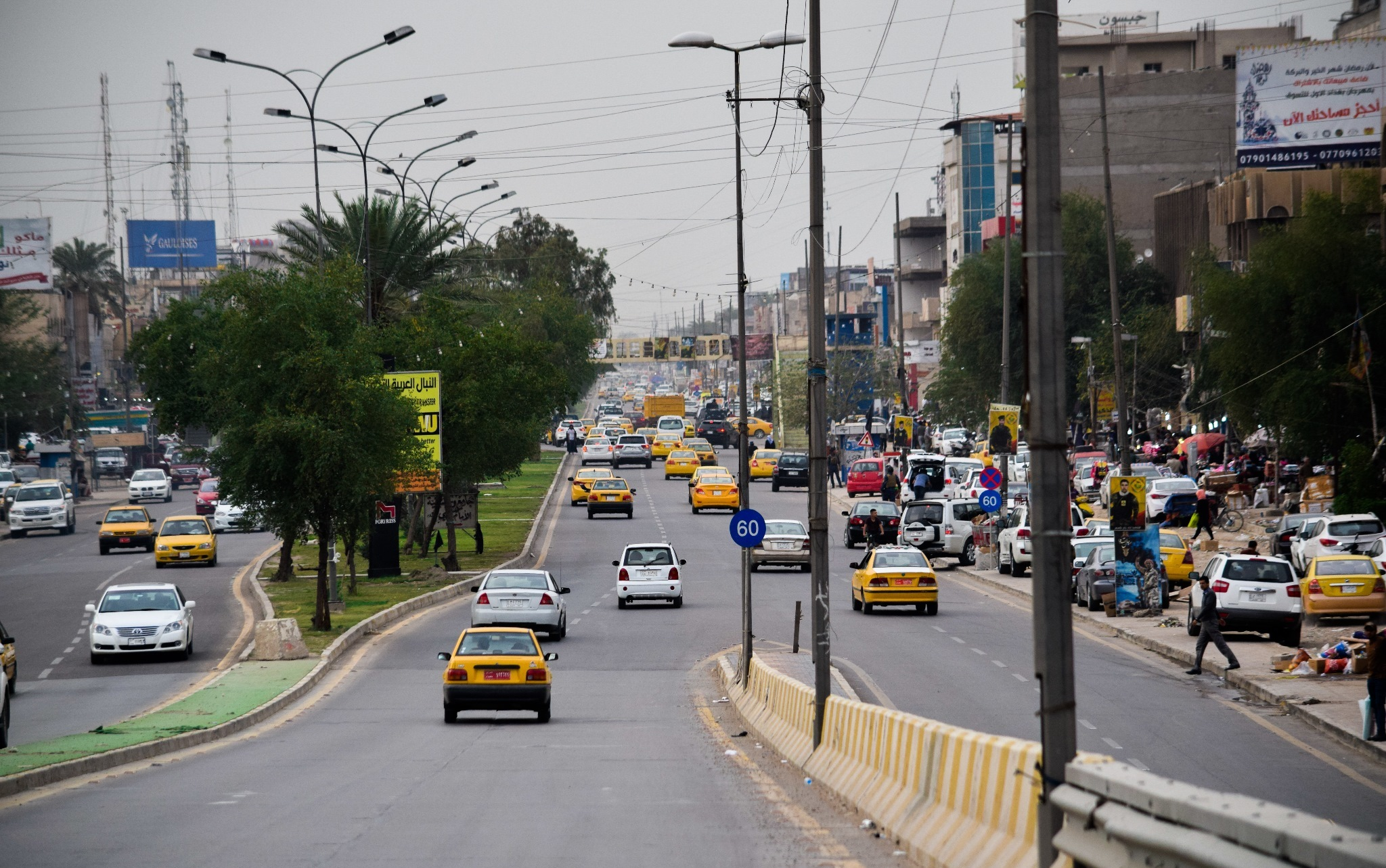
ファラスティン通り

ヴィリニュスのロシア大使館がある、これまで名前が付けられていなかった行き止まりの通りは、2022年3月初めにロシアのウクライナ侵攻を受けて「ウクライナの英雄たち通り」と命名された。

## サウジアラビア
中東戦争においてアメリカがイスラエルを支持したことを受け、パレスチナ国を支持する意図でアメリカ大使館に隣接する通りはファラスティン通りへと改名された。

## スコットランド
1986年、当時南アフリカ政府に投獄されていた反アパルトヘイト活動家ネルソン・マンデラにちなみ、グラスゴーの地方政府が南アフリカ領事館に通じる通りの名をネルソン・マンデラ・プレイスへと変更した。

## トルコ
アンカラ大都市自治体は、2018年に新アメリカ大使館に通じる通りを二度改名している。最初はオリーブの枝作戦にちなんでオリーブの枝通り、二度目はマルコムX街であった。

## アメリカ
- 1980年のアンドレイ・サハロフの逮捕・拘禁への抗議として、ワシントンDCのL通りとM通りの間にある、北西区四番街のソビエト連邦大使館前の区画がアンドレイサハロフ広場に改名された[10]。
- コロンビア特別区議会は2015年に殺害されたボリス・ネムツォフにちなんでロシア大使館に通じる通りをボリス・ネムツォフ通りへと改名した[11]。
- コロンビア特別区議会はサウジアラビア大使館の外の通りを、殺害されたワシントンポストの記者ジャマル・カショギにちなんで改名した[12]。